# Vieux Valence
Le Vieux Valence est le quartier le plus ancien de la ville de Valence, préfecture du département de la Drôme. D'une façon générale on peut dire que le Vieux Valence est un vaste secteur qui se compose de deux sous-quartiers : Basse ville et Saint-Jean. On y trouve de nombreux édifices inscrits sur la liste des monuments historiques. C'est un quartier vivant composé de rues piétonnes avec des commerces, des boutiques et des restaurants, ainsi que de plusieurs places, dont la place des Clercs (qui accueille un marché alimentaire le jeudi et samedi matin), la place des Ormeaux (située entre la cathédrale Saint-Apollinaire et le musée d'Art et d'Archéologie), la place Saint-Jean (qui accueille un marché de producteurs locaux les mardis) et la place de la Pierre (située entre la côte Saint-Martin et la rue des Balais). Le Vieux Valence se situe à proximité du centre-ville de Valence.

## Histoire

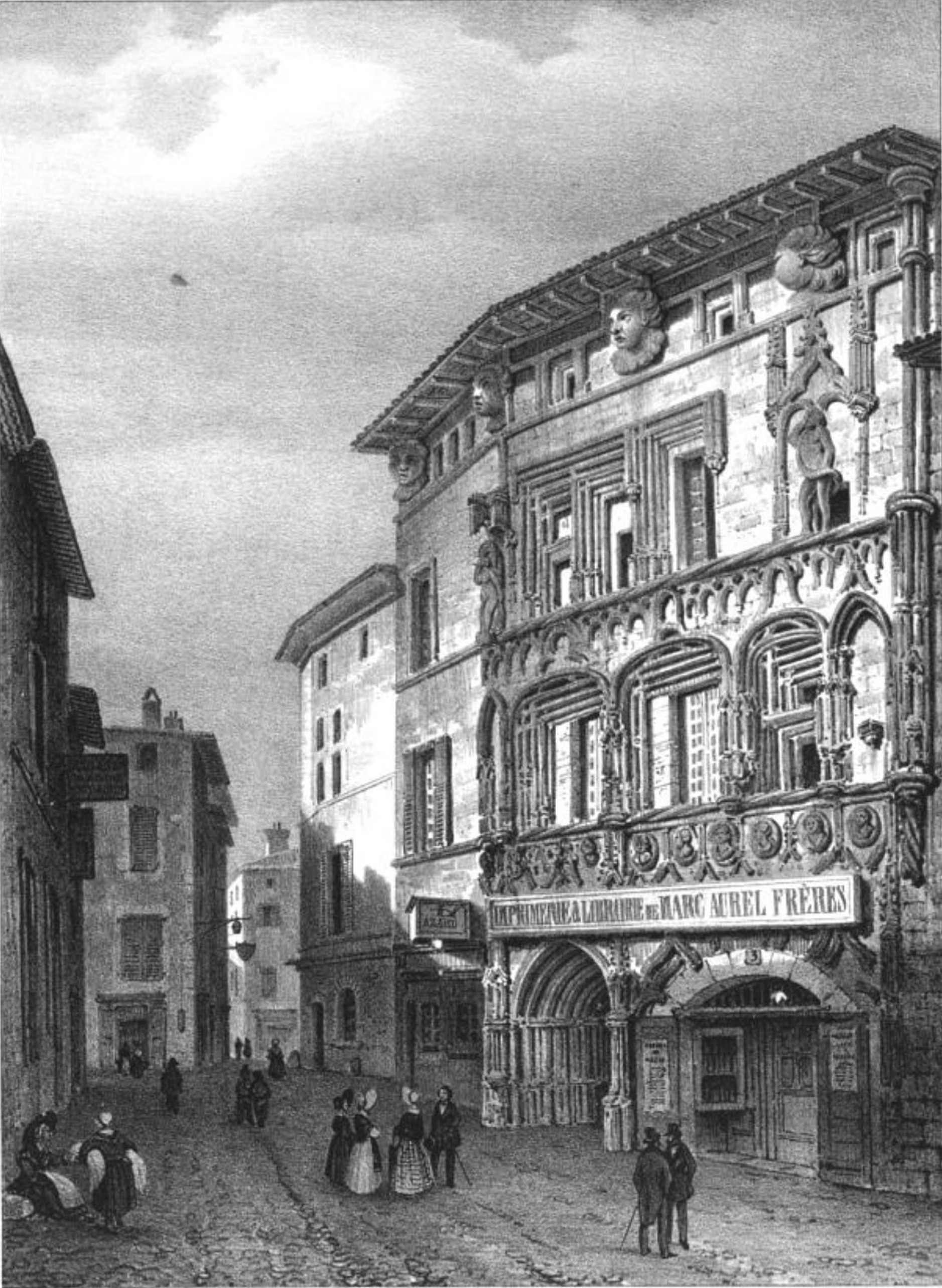
La maison des Têtes et la Grande Rue (1830).

Fondée en 121 av. J.-C. dans le territoire des Segovellaunes, Valentia (« cité vigoureuse ») devient vite, grâce à sa situation le plus grand carrefour de voies après Lyon. Dominant les flots du Rhône, elle occupe un site privilégié de trois terrasses alluviales. Le fleuve étant une voie de circulation et d’échange essentielle à l'époque. C’est avec la conquête romaine qu’elle entre dans l’histoire.
En 121 avant notre ère, la grande bataille qui oppose les légions romaines à la coalition gauloise ouvre la voie à la conquête. Valentia (Valence), sentinelle avancée de la romanisation devient une place de guerre stratégique à la croisée des grandes voies de communication.
Comme de nombreuses cités gallo-romaines, Valentia est construite sur un plan orthonormé, l’occupation des rives du Rhône étant peu dense, probablement à cause de leur instabilité. L’orientation des rues de la ville romaine, orientation encore assez largement présente dans les rues de la vieille ville, est identique à celles des cadastres antiques de la campagne environnante. Le plan orthonormé suit donc une double orientation, variable selon les quartiers, double orientation à laquelle correspondent deux modules de base de ce plan : l’un d’environ 360 pieds romains (soit 107 m), l’autre de 420 pieds, qui se décompose parfois en espacements de 120 pieds. Ce second module explique l’angle de la rue de L’Équerre ; la place des Ormeaux fait exactement un actus carré (soit un carré de 120 pieds romains de côté) ; la cathédrale Saint-Apollinaire occupe deux actus carrés).
Valentia possède à cette époque plusieurs établissements de spectacle : un cirque dont le lieu-dit quartier du Cire (« Siry » au Moyen Âge) aurait conservé le souvenir ; un théâtre côte Sainte-Ursule : trois sondages ont permis de découvrir l’orchestra, des traces de grandes marches et de gros éléments de murs. Il était implanté en limite nord de la ville ; un odéon dont la courbure serait matérialisée par la rue du Croissant (en fait les soubassements d'un odéon ont été retrouvés lors des travaux du nouveau musée, sous la place des Ormeaux, et son contour est matérialisé au sol à l'entrée du musée) ; la présence d’un amphithéâtre à proximité de la Porte Neuve n’est décelable que dans le dessin des rues du cadastre de 1807.
Construite entre 1063 et 1099 sous l'impulsion de l'évêque Gontard, la cathédrale Saint-Apollinaire est le plus ancien édifice de la ville. Elle est située en partie haute sur la place des Ormeaux. En 1281, la foudre touche le clocher, qui est remplacé par une flèche en charpente recouverte d'ardoises. Détruite lors des guerres de religion, la cathédrale est reconstruite au XVIIe siècle et son clocher, qui menaçait ruine après avoir été de nouveau foudroyé, est remplacé au XIXe siècle. Elle a été incendiée à deux reprises, en 1562 et 1567, par les Huguenots et reconstruite à partir de 1604 dans le style roman initial. En 1850, juste au sud de la cathédrale, ouvre le musée des beaux-arts de la ville.

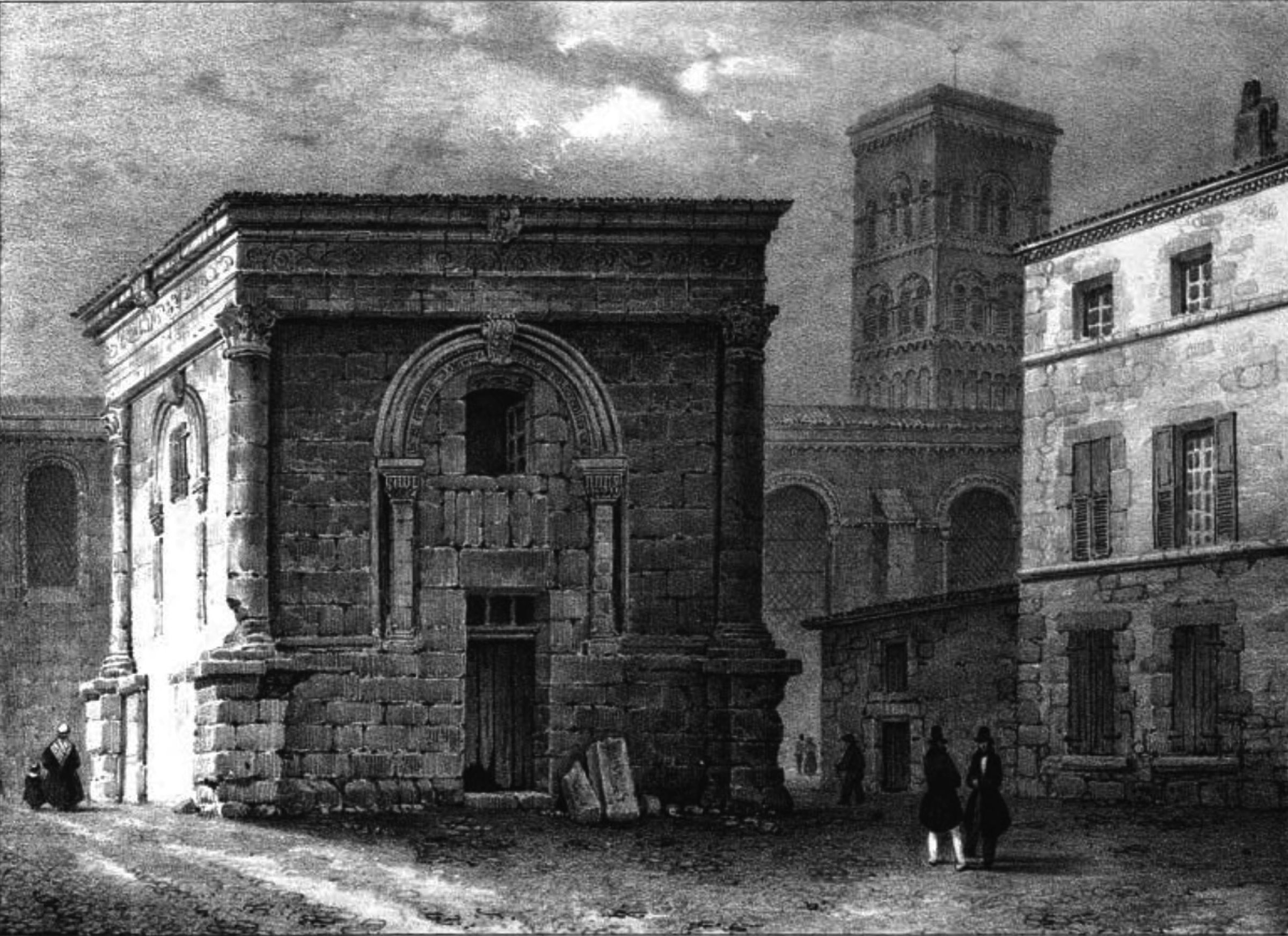
Le Pendentif avant 1837.

La création d'une université en 1452 participe au réveil intellectuel de la cité. Des professeurs de renom venus de divers pays, tel Jacques Cujas ont forgé sa réputation en enseignant le droit, la théologie, la médecine et les arts. Après son sacre, Louis XI confirme sa préférence en expédiant ses lettres patentes destinées à l'université le 12 octobre 1461. En mars 1480, le roi soutient encore son université préférée.
Tandis que la basse ville accueille un port et un arsenal, la ville médiévale reste enserrée dans le rempart du Bas-Empire, renforcé en 1570 sous Charles IX. Malgré ce repli de la ville dans ses murs, le sort de Valence reste lié au Rhône, axe commercial majeur mais aussi frontière entre le Royaume de France et le Saint-Empire romain germanique jusqu'au XVe siècle.
Au XVIe siècle ses fonctions militaires se développent avec la construction d'une citadelle au nord de la place Saint-Jean. De nombreux hôtels particuliers et demeures bourgeoises fleurissent alors au sein des remparts. La maison des Têtes, de style gothique et Renaissance, est l'un des fleurons de cette architecture surprenante par la profusion et la richesse de son décor ciselé dans la pierre.
Le tournant majeur s'opère au XVIIe siècle qui voit s'épanouir à Valence une multitude d'ordres religieux. La cité confirme alors ses fonctions religieuses, administratives et judiciaires au détriment du commerce. Le centre historique de Valence garde aujourd’hui encore son aspect médiéval aux ruelles étroites.
Il faut attendre le XIXe siècle pour que la ville sorte de ses remparts, remplacés par des boulevards dès 1860. Valence se développe alors en éventail autour de son centre ancien.

## Description

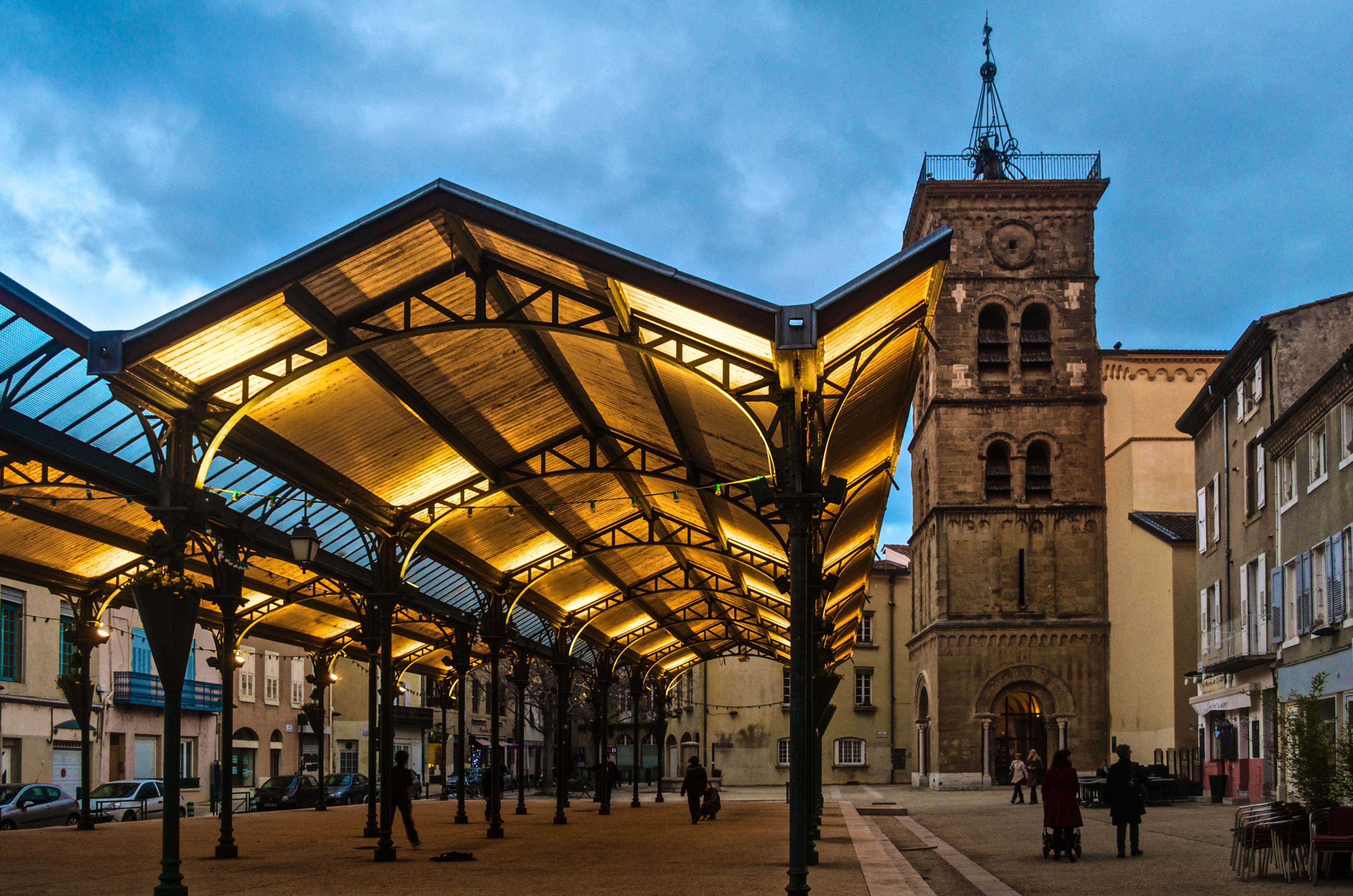
La place Saint-Jean et le clocher de l'église Saint-Jean-Baptiste.

Le centre historique de Valence est essentiellement en zone piétonne et s'articule autour de la Grande Rue (la principale rue commerçante du quartier) qui relie la place des Clercs à la place Saint-Jean. Le Vieux Valence se trouve approximativement entre l'avenue Léon Gambetta au sud, la rue de la Manutention au nord, l'avenue du Tricastin à l'ouest, et la rue commerçante et piétonne Emile Augier à l'est. Il est entouré par le quartier du centre-ville au sud et à l'est, le Rhône à l'ouest, et la ville de Bourg-lès-Valence au nord. Le Vieux Valence se compose également des quartiers de Basse ville et Saint-Jean, et comporte plusieurs côtes qui sont des montées pittoresques dominant les anciens remparts et les bas quartiers du bord du Rhône.
Dans ce quartier qui composait autrefois le centre historique de la ville de Valence, on trouve certains des monuments les plus remarquables de Valence, dont l'abbaye Saint-Ruf, l’abbaye Notre-Dame de Soyons, la cathédrale Saint-Apollinaire, la maison des Têtes, le musée d'Art et d'Archéologie, l'église Saint-Jean-Baptiste, la maison Dupré-Latour, le Pendentif et la maison du Drapier.

### Quartiers
- Saint-Jean :
  - Ce quartier constitue la partie nord du Vieux Valence et s'articule autour de la place Saint-Jean. Il est traversé par la commerçante Grande Rue et possède plusieurs bars et restaurants. Durant l'époque médiévale, Saint-Jean était le quartier le plus important de la cité. Il s'agissait du principal centre artisanal et économique de la ville. Il accueillait également les premières assemblées municipales de Valence jusqu'à ce que la municipalité se dote d'un hôtel de ville en 1894. L'église Saint-Jean-Baptiste, la maison Mauresque, la maison du Drapier, l'abbaye Saint-Ruf et le parc Saint-Ruf se trouvent dans ce quartier.
- Basse ville :
  - Il constitue la partie ouest du Vieux Valence. Situé sur la première des quatre terrasses alluviales de Valence (la partie la plus basse de la ville), en bordure du Rhône, le quartier de Basse ville est essentiellement résidentiel et compte très peu de commerces et bâtiments anciens. Cependant, il est doté d'un gymnase et d'une piscine municipale. À l'origine, il s'agissait d'un quartier de pêcheurs et de mariniers qui jouissait d'une ouverture naturelle sur le Rhône jusqu'à ce que l'autoroute A7 soit construite dans les années 1960, coupant l'accès de la Basse ville au fleuve. Le 15 août 1944, durant la Seconde Guerre mondiale, cette partie de la ville subit de nombreux bombardements aériens et beaucoup de bâtiments sont détruits. Aujourd'hui, beaucoup d'immeubles résidentiels datent des années 1950 et 1960. Plusieurs côtes relient la Basse ville au reste de la vieille ville.

### Lieux et monuments
De nombreux monuments de la ville de Valence sont protégés au titre des monuments historiques. Beaucoup de ces monuments se trouvent dans ce quartier.

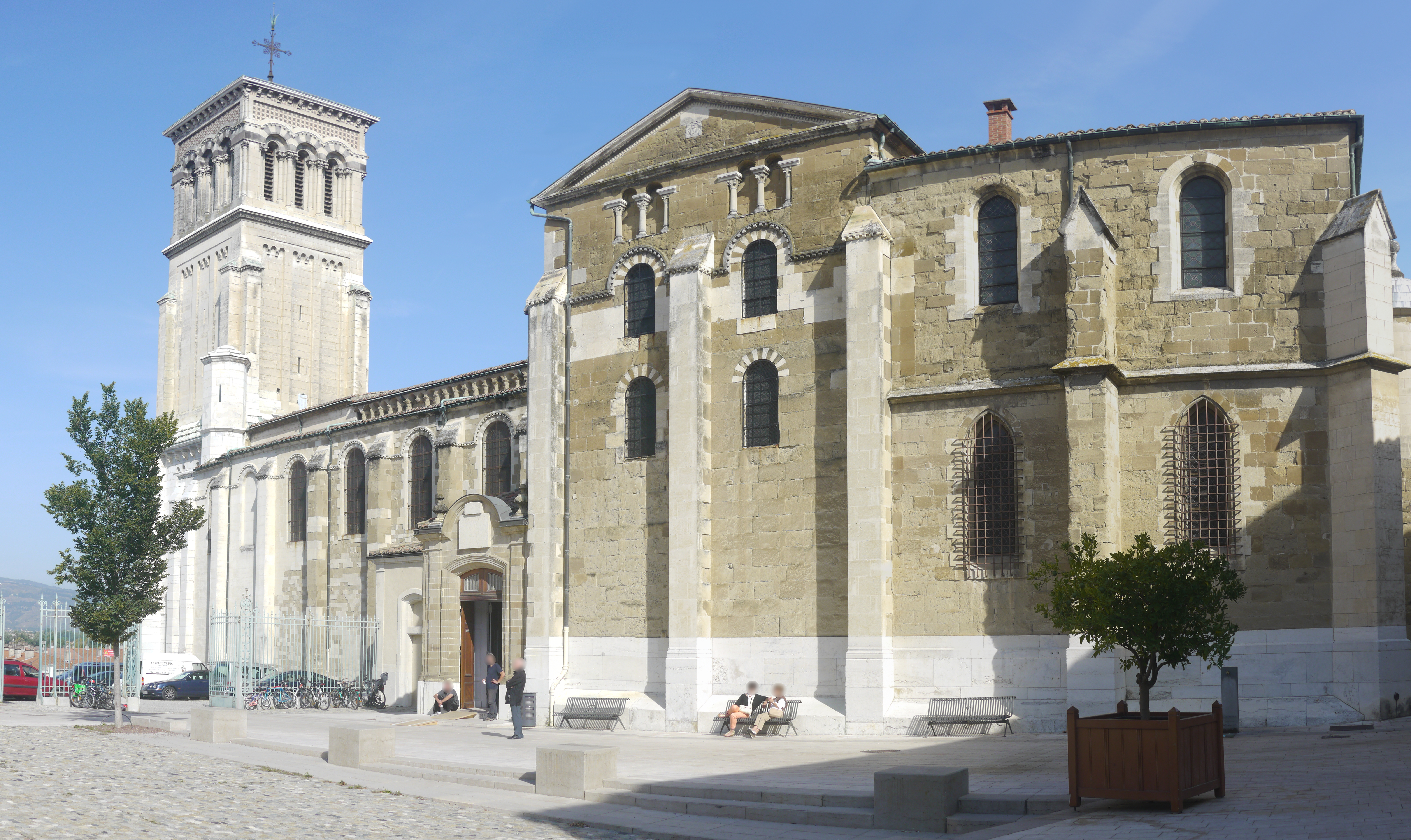
La cathédrale Saint-Apollinaire.

- La cathédrale Saint-Apollinaire
  - La cathédrale Saint-Apollinaire est une cathédrale de style roman, qui fut érigée au XIe siècle. C'est l'évêque Gontard (1063-1099) qui impulsa la construction de cet édifice qui est aujourd'hui le plus ancien de la ville. Plusieurs blocs de pierre de la cathédrale Saint-Apollinaire sont des remplois de constructions gallo-romaines de la cité de Valentia.

- La maison des Têtes
  - La maison des Têtes dont la façade Renaissance comporte plusieurs têtes sculptées représentant les vents, la fortune, le temps ou encore la théologie, a été construite entre 1528 et 1532[8] par Antoine de Dorne. Cette maison, marquant le passage du style gothique au style renaissance, doit son nom aux nombreuses têtes qui ornent sa façade. Son corridor est orné de bustes d'empereurs romains. Le bâtiment est classé au titre des monuments historiques depuis 1944[I 2].

- Le Pendentif
  - Le Pendentif de Valence est un bâtiment d'inspiration Renaissance, qui est probablement le monument funéraire de Nicolas Mistral, chanoine de la cathédrale Saint-Apollinaire, semble construit en 1548, d'après une pierre gravée portant une inscription allant dans ce sens. Ce monument fut transformé, après la Révolution, en débit de boissons. Il a été racheté par la ville de Valence vers 1830 et fait partie des premiers monuments inscrits à l'inventaire national des monuments historiques[9].

- La maison du Drapier

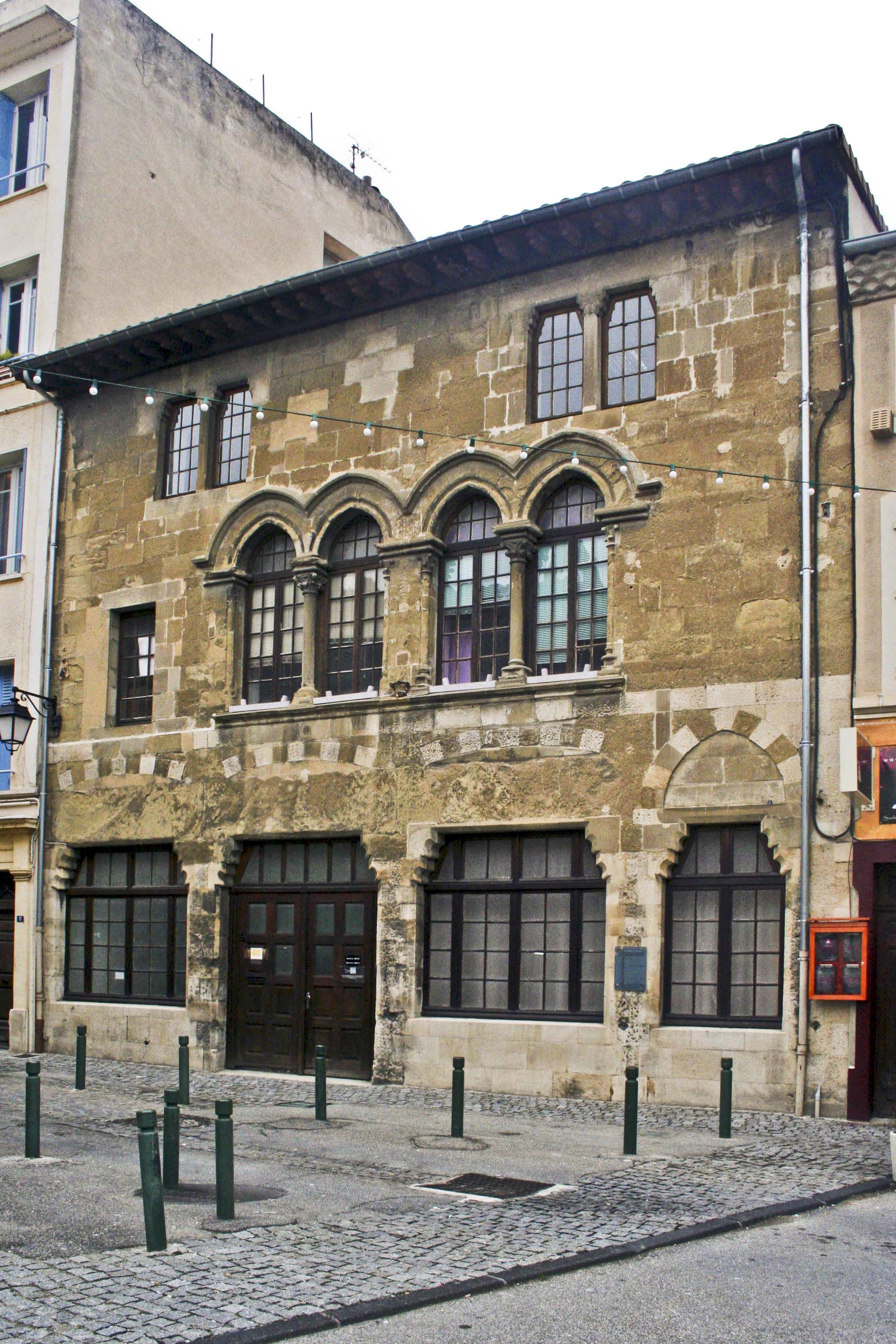
La maison du Drapier.

  - Datant du XIIIe siècle, elle garde un aspect médiéval malgré les restaurations du XIXe siècle. Elle appartenait probablement, à l’origine, à un riche drapier. Le rez-de-chaussée était consacré à la production artisanale et au commerce, tandis que les étages abritaient le logement de l’artisan.

- La maison Dupré-Latour
  - Datant du XVIe siècle, la maison Dupré-Latour comporte une remarquable tourelle d'escalier. La maison Dupré-Latour est un ancien hôtel particulier qui fut édifié par la famille Genas, négociants enrichis par le commerce du sel. En 1760, l'hôtel est racheté par François Dupré-Latour dont le nom lui restera attaché et dont les descendants continueront à habiter. En 1993, la maison est cédée à la ville, et classée au titre des monuments historiques, depuis 1927[I 3].

- La maison de la Pra
  - Il s'agit d'un hôtel particulier XVe siècle, propriété de Claude Frère, riche marchand qui fut premier président du parlement du Dauphiné. Le lanternon de l'escalier à vis se dresse sur les anciens remparts entre la tour de la cathédrale et le clocheton de Saint Jean, au cœur de la vieille ville.

- L'église Saint-Jean-Baptiste
  - L'église Saint-Jean-Baptiste date des XIe siècle et XIIe siècle et sa tour-porche néo-romane est érigée à partir du XIXe siècle. Cette église de la vieille ville est perchée au point le plus haut de la ville, signe de son ancienneté. Elle serait l'un des tout premiers lieux de culte chrétien, dans une Valence alors naissante.

- La maison Mauresque
  - C'est le 1er juillet 1858 que l'industriel Charles Ferlin acheta un terrain situé à l'angle de la Grande Rue dans le quartier Saint-Jean pour y construire un bâtiment au caractère très particulier. Sur la façade datant du Moyen Âge, il fait appliquer comme un trompe-l'œil un placage en ciment moulé. Habile mélange d'influences orientales (arcs, décorations florales) et de nombreux héritages du Moyen Âge, notamment avec ses gargouilles.

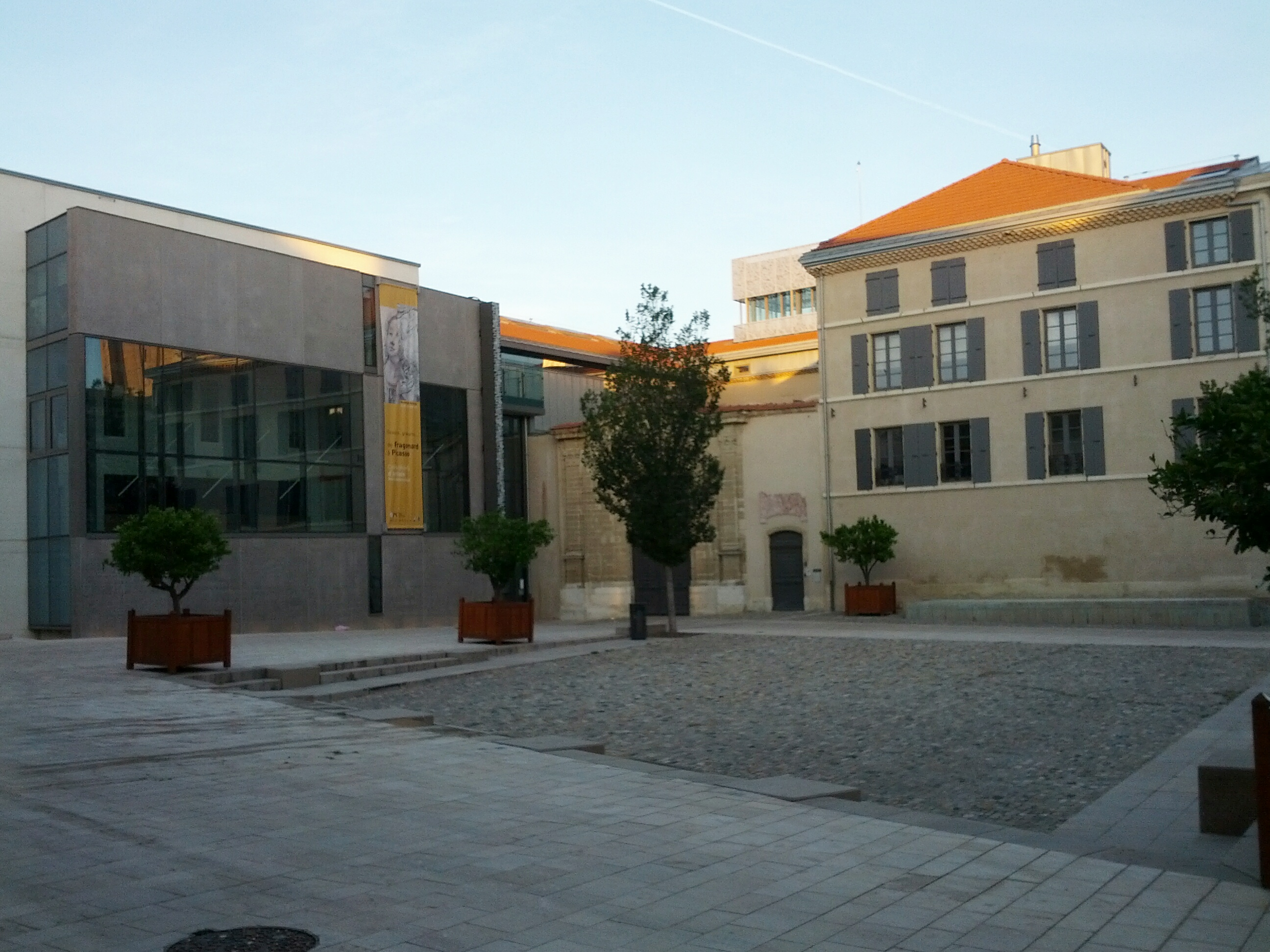
Le musée d'Art et d'Archéologie et la place des Ormeaux.

- Le musée d'Art et d'Archéologie de Valence
  - Inauguré en 1850[10], le musée de Valence est l'unique musée d'art et d'archéologie de la Drôme, il fait face à la cathédrale Saint-Apollinaire sur la place des Ormeaux. Ses collections réunissent peintures, dessins, sculptures, arts décoratifs du XVIe  au  XXe siècle. Entre 2009 et 2013, le musée subit des travaux de rénovation-extension[11]. Entrepris par l'architecte Jean-Paul Philippon, les travaux permettent l'agrandissement du bâtiment (de 2 000 à 5 750 m2) dont la création d'un belvédère offrant une vue à 360° du paysage naturel et urbain drômois et ardéchois.

- Le temple protestant Saint-Ruf
  - Le temple de l'abbaye Saint-Ruf, ancienne église catholique d'un prieuré roman. L'ordre des chanoines réguliers de saint Ruf est né à Avignon, lorsqu'une petite communauté de clercs devient un des fers de lance de la réforme du clergé dans le sillon rhodanien et au-delà. Cette importance acquise par les chanoines de Saint-Ruf a généré des tensions avec le chapitre cathédral, qui aboutissent au transfert du chef d'ordre (c'est-à-dire l'abbaye-mère) à Valence. Elle est affectée depuis 1806 au culte protestant.

- L'abbaye Saint-Ruf
  - Elle est située près de la place Saint-Jean, dont il ne reste plus que la porte d'entrée monumentale. Le reste a été détruit lors d'un bombardement pendant la Seconde Guerre mondiale le 15 août 1944. Elle occupait ce lieu depuis la fin du XVIIIe siècle. Auparavant, se trouvait le palais abbatial de Saint-Ruf.

- La chapelle des Cordeliers
  - La chapelle des Cordeliers est un ancien lieu de culte catholique, aujourd’hui désaffecté. Elle est inscrite et classée monument historique depuis 1983. La partie la plus attractive de cette église simple est la façade. Le portail monumental baroque a conservé sa menuiserie d’origine. La porte s’inscrit dans une travée corinthienne, surmontée d’un fronton cintré brisé et d’un édicule à niche.

### Places
- La place des Clercs

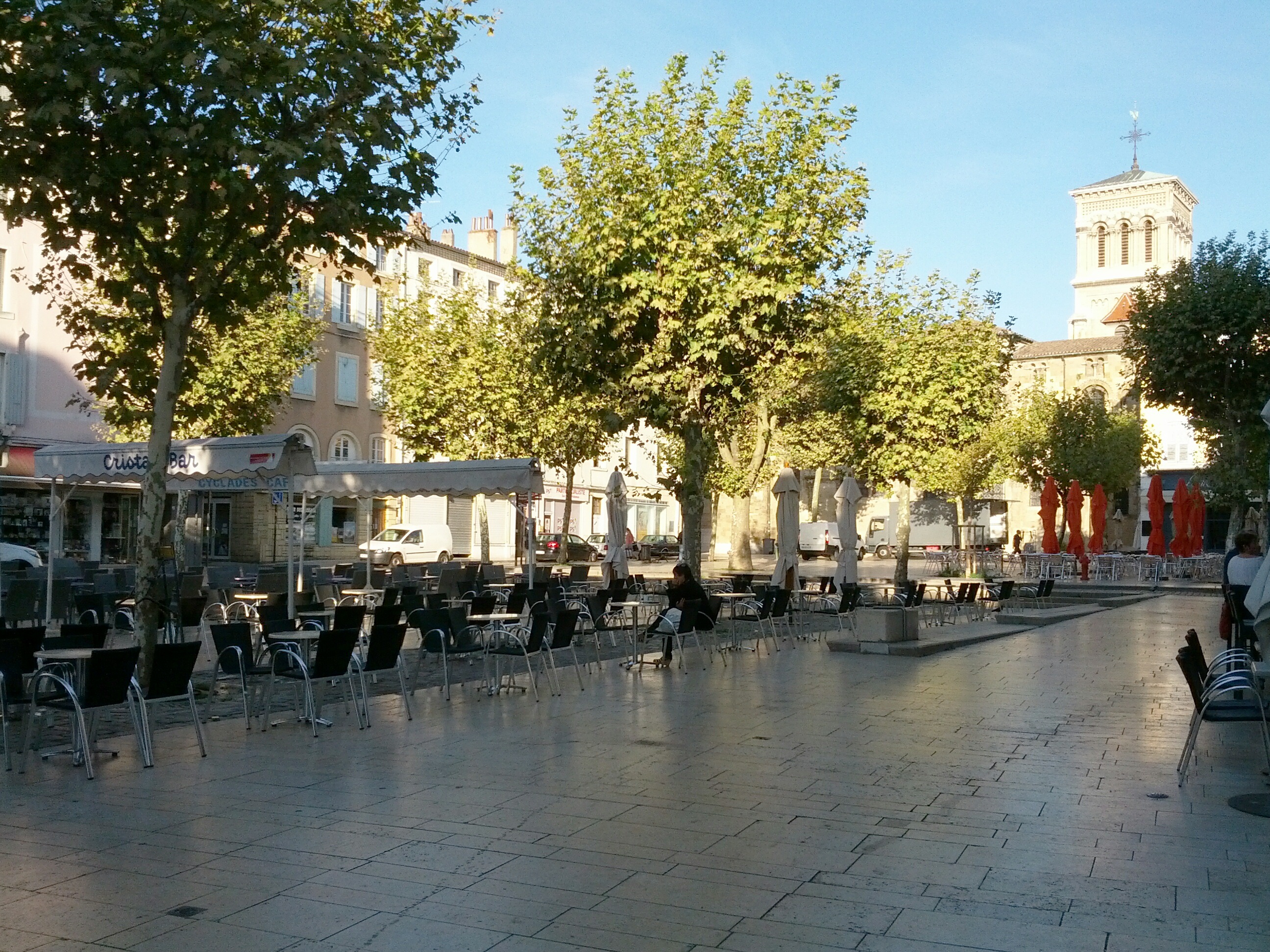
La place des Clercs.

  - Principale place du Vieux Valence, elle est bordée de façades colorées et de restaurants. C'est à partir du Ve siècle, lorsque le quartier épiscopal fut créé, que la place des Clercs commença à prendre de l'importance. Des commerces s'installèrent, des marchés eurent lieu et l'on y rendait justice. On y trouvait à l'époque médiévale deux églises : la cathédrale à partir du XIe siècle et Notre-Dame de la Ronde qui était plus ancienne (il reste une colonne située actuellement dans les toilettes publiques). Les guerres de religion détériorèrent considérablement ces bâtiments.

- La place Saint-Jean
  - Elle est située dans le quartier Saint-Jean au débouché de la Grande Rue vers le nord, au point le plus haut de la ville, non loin de l'ancien palais abbatial de Saint-Ruf. À l'époque médiévale, elle était un centre artisanal et le poumon économique de la ville. Sur cette place se trouve l'église Saint-Jean-Baptiste qui lui a donné son nom. Tous les mardis, sous les Halles, un marché de producteurs locaux est présent de 17h à 20h.

- La place des Ormeaux
  - Il s'agit d'une petite place piétonnière située entre la cathédrale Saint-Apollinaire et le musée d'Art et d'Archéologie, et jouxte la place des Clercs (à son angle nord-est). La place des Ormeaux fait partie du parcours historique de Napoléon Bonaparte durant l'année 1786.

- La place de la Pierre
  - Cette place piétonnière de la vieille ville, située au nord du Pendentif (par la rue des Balais) et de la place des Clercs, est connue pour son caractère animé avec ses petits restaurants à l'ambiance provençale et ses pizzerias. Cette petite place se trouve à l'embouchure de la côte Saint-Martin, entre la rue Saint-James à l'ouest et la rue des Balais à l'est.

### Espaces verts
- Parc Saint-Ruf

### Les «côtes» de Valence

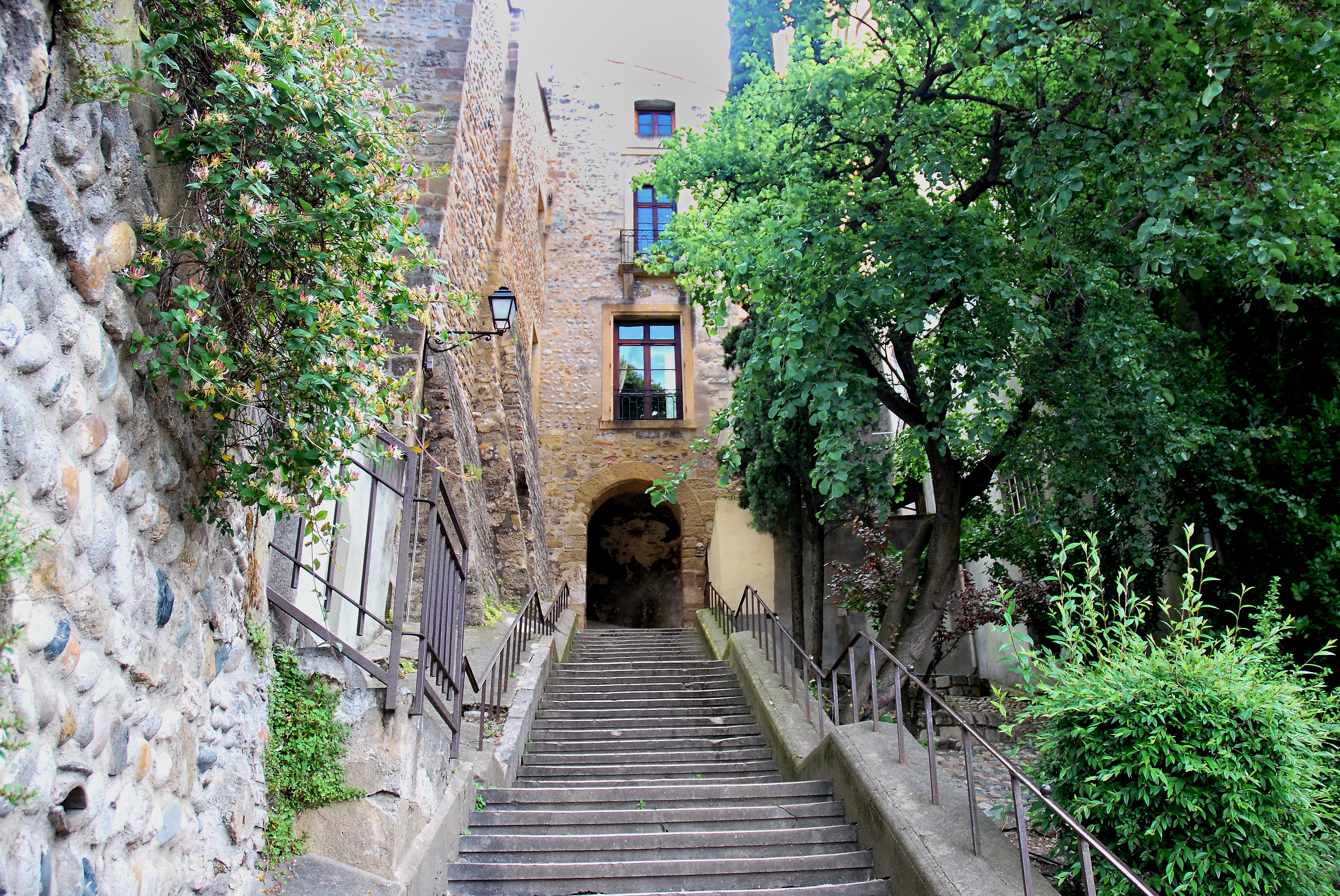
La côte Saint-Estève.

Le quartier compte de nombreuses « côtes » qui sont de pittoresques montées vers la ville haute (qui se trouve sur la première terrasse alluvionnaire du Rhône). Les côtes relient la Basse ville au Vieux Valence (les Ormeaux, les Clercs, Saint-Jean). On trouve des traces des enceintes d'autrefois en haut de la côte Sainte-Ursule et en bas de la côte Sylvante ; cette côte se trouve juste en dessous de l'ancien palais de l'abbé de l'ordre de saint Ruf. Elles servaient à protéger la ville des invasions, épidémies ou inondations dues aux crues du Rhône. Elles étaient très utilisées à l'époque médiévale par le peuple (bateliers, charretiers, muletiers…) qui empruntait ces escaliers pour aller jusqu'aux petites rues et places de la ville haute. La côte Sainte-Ursule quant à elle était moins empruntée ; elle séparait les propriétés de deux monastères. Elle est établie à l'emplacement du théâtre romain et servait probablement de sortie. On peut également citer les côtes Saint-Martin, Saint-Estève, des Chapeliers et de la Voûte.

### Les vignes de Saint-Jean
En plein cœur du Vieux Valence, dans le quartier Saint-Jean, il existe des pentes plantées de vignes, juste derrière le parc Saint-Ruf où se trouve le portail de l'ancien palais abbatial. Plantées en 1997 à l'initiative de l'association de la Commune Libre de Saint-Jean, elles sont depuis entretenues par l'amicale des anciens de la cave de Tain. Situés entre la rue Malizard et la rue Ambroise Paré, ses 400 pieds de vigne sont répartis sur des terrasses naturelles surplombant la Basse ville et le Rhône.

## Transports

### Transports en commun
Le quartier est desservi par le réseau de bus Citéa (bus urbains de l'agglomération valentinoise). Cinq lignes transitent par trois arrêts principaux : Lignes Cité 2, 6, 8 et 14 aux arrêts République et Chambaud (sur la place de la République et l'avenue Gambetta respectivement). La ligne Cité 5 dessert l'arrêt Basse ville (rue de la Manutention).

### Transport ferroviaire
La gare de Valence-Ville est située à moins de 10 minutes à pieds (depuis la place Saint-Jean), environ 5 minutes (depuis la place des Clercs).

## Galerie d'images

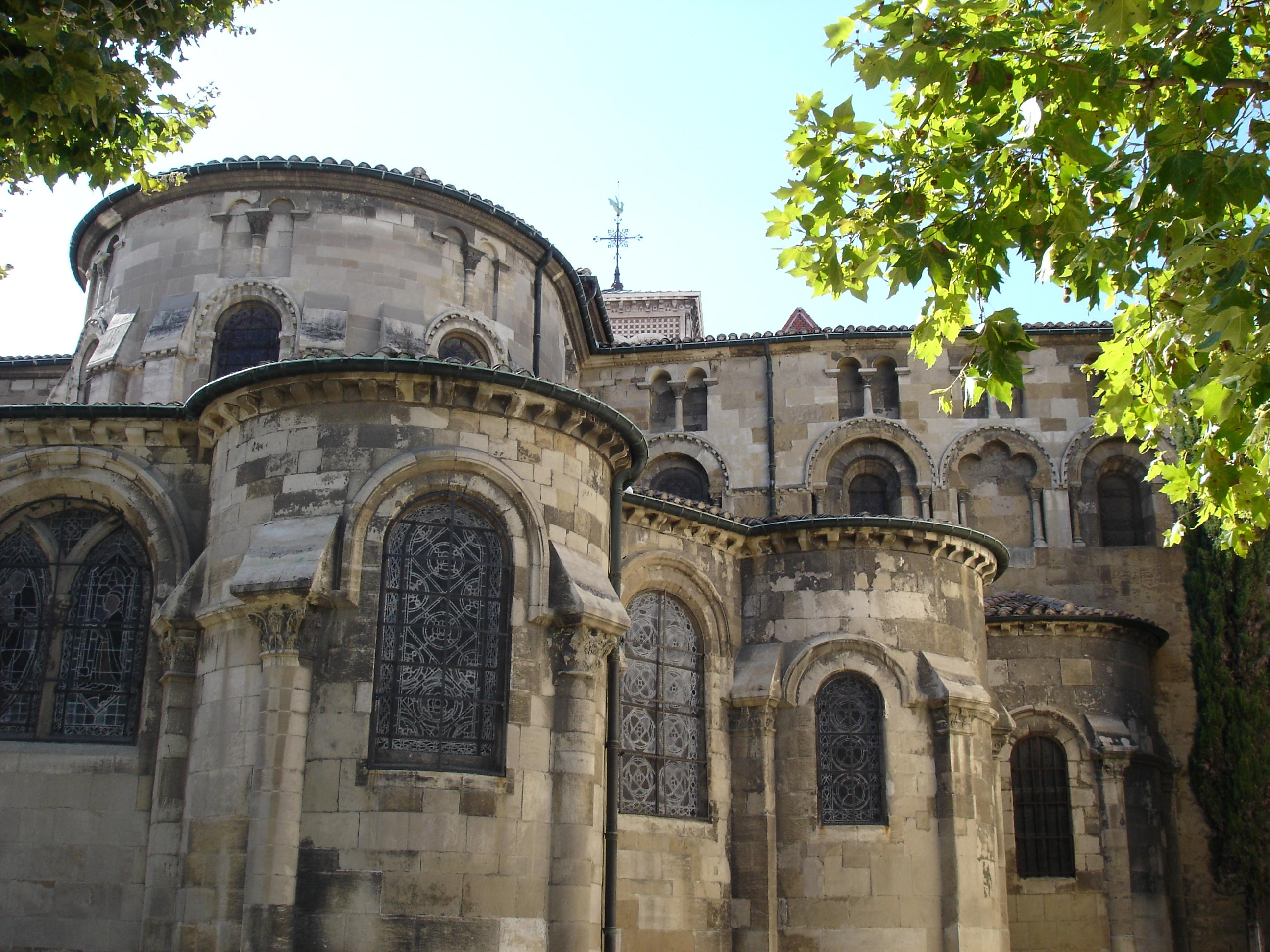
Le chevet de la cathédrale Saint-Apollinaire.
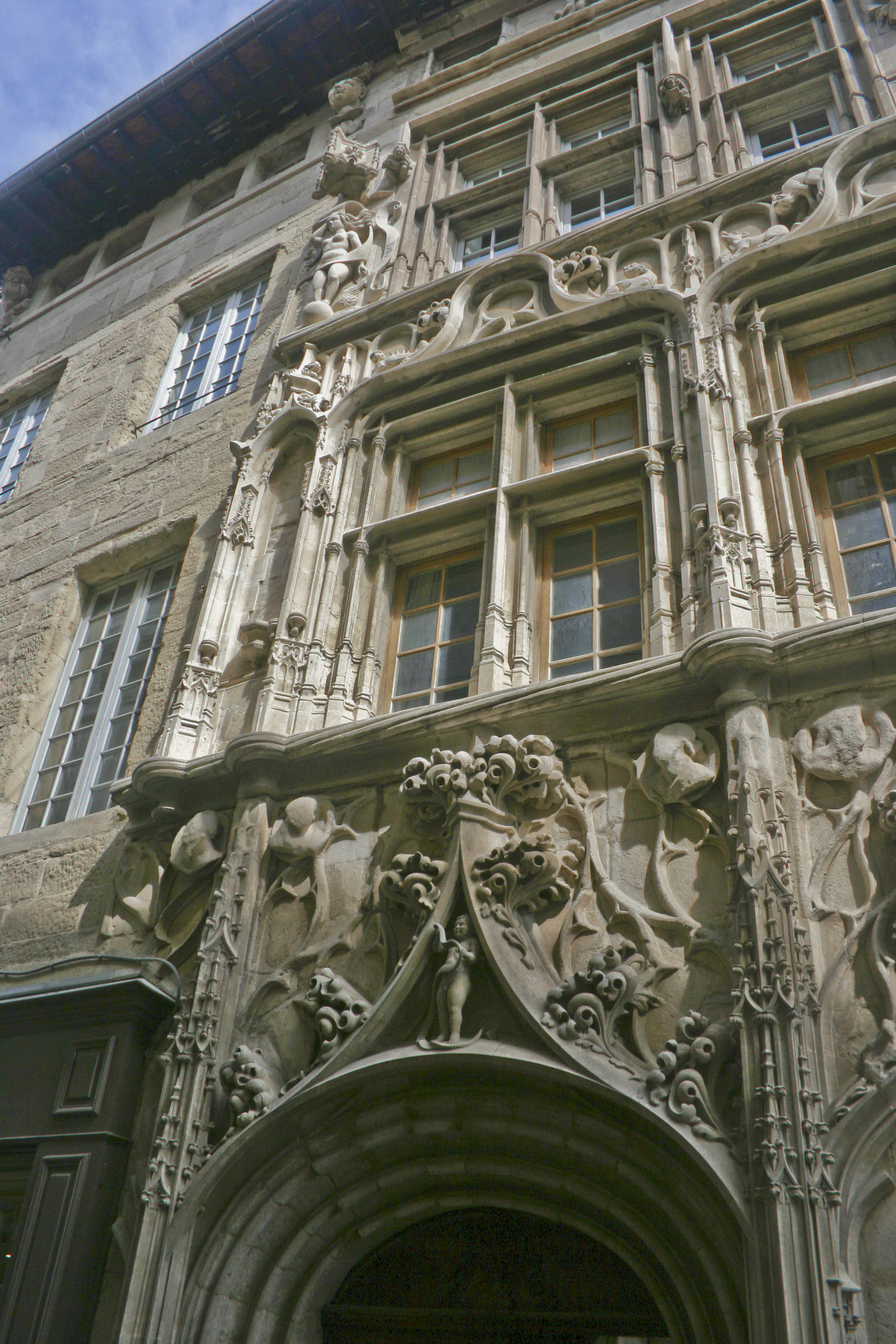
Façade de la maison des Têtes.
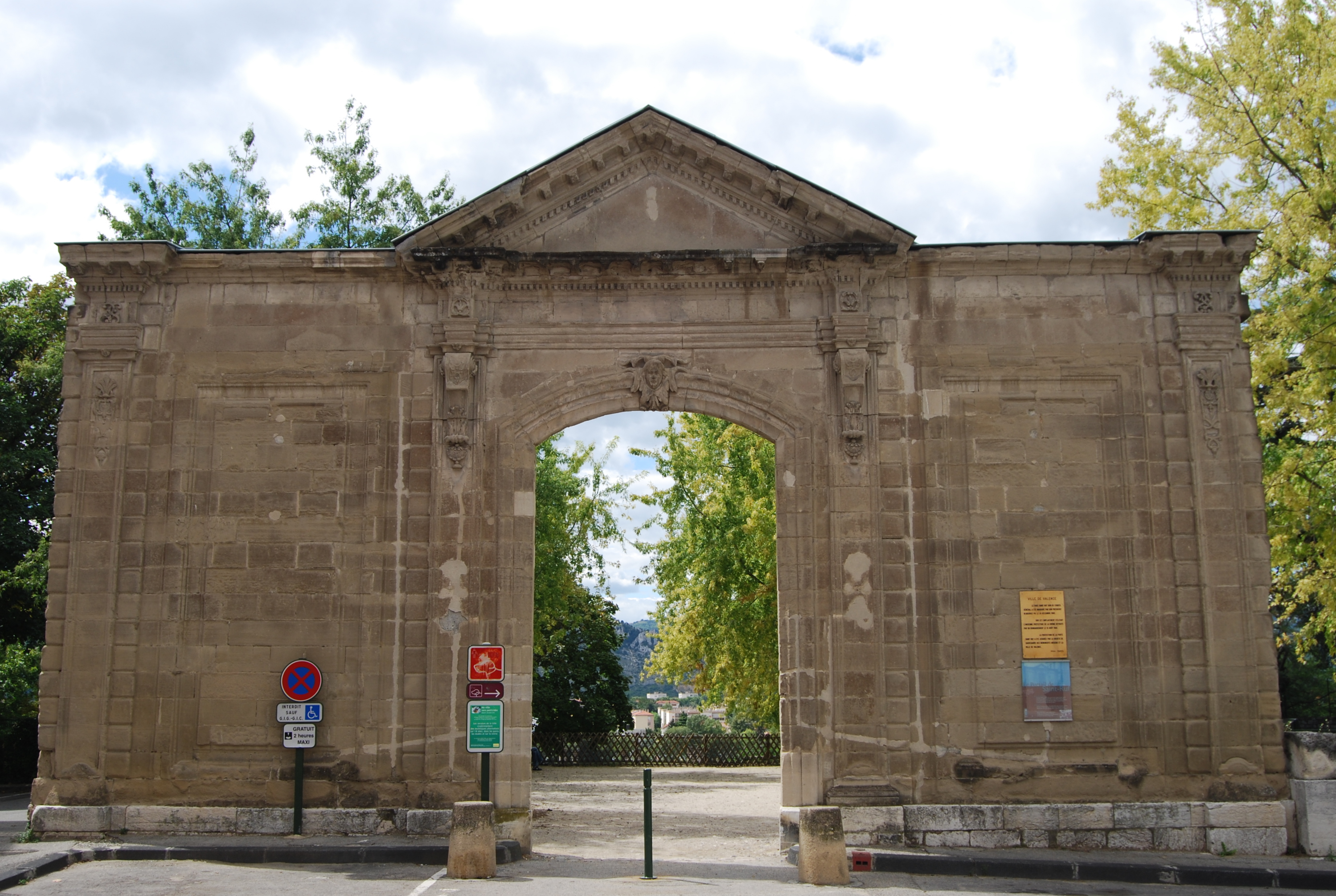
Portail de l'abbaye Saint-Ruf (entrée du parc Saint-Ruf).
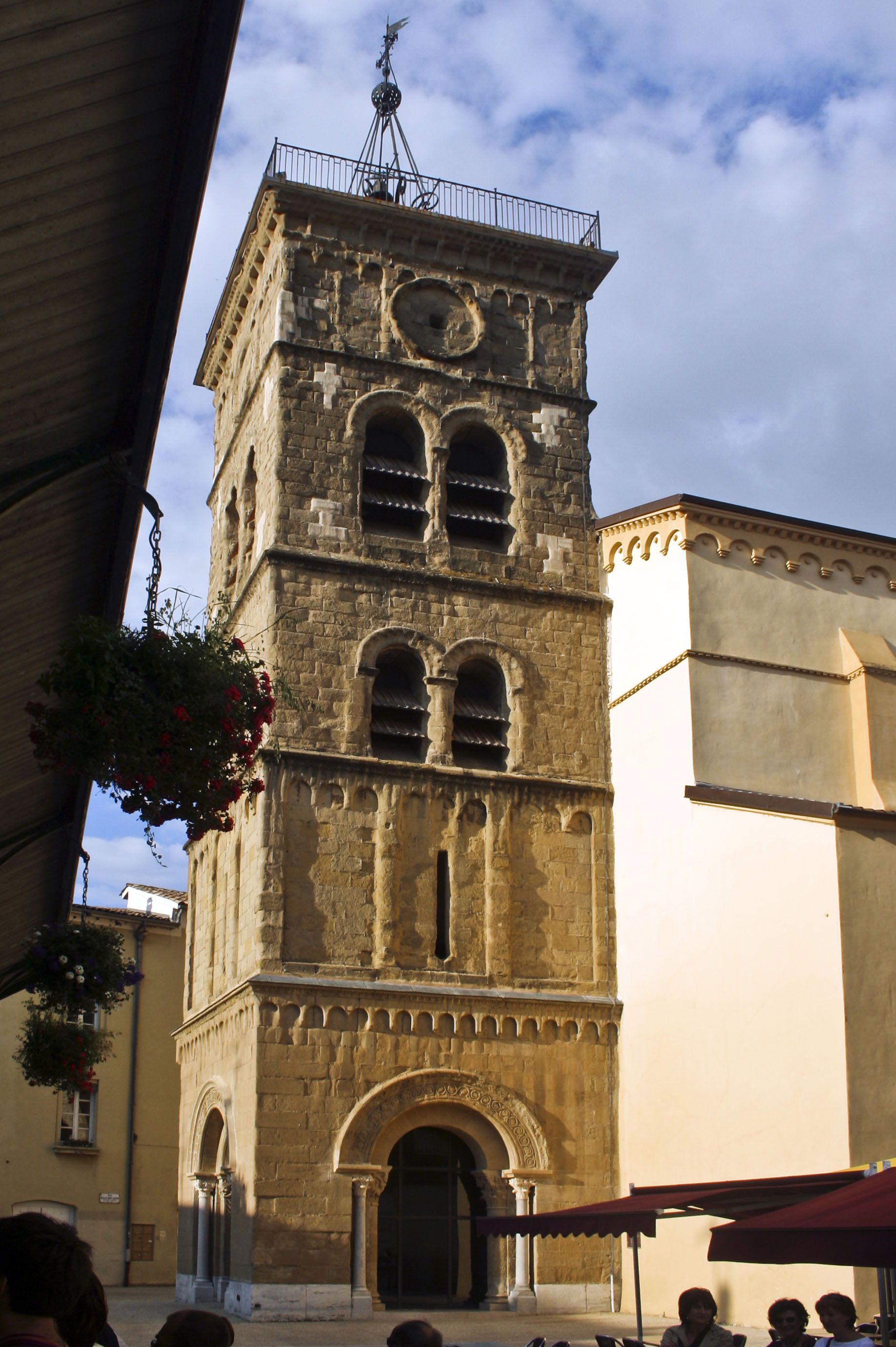
Le clocher néo-roman de l'église Saint-Jean-Baptiste.
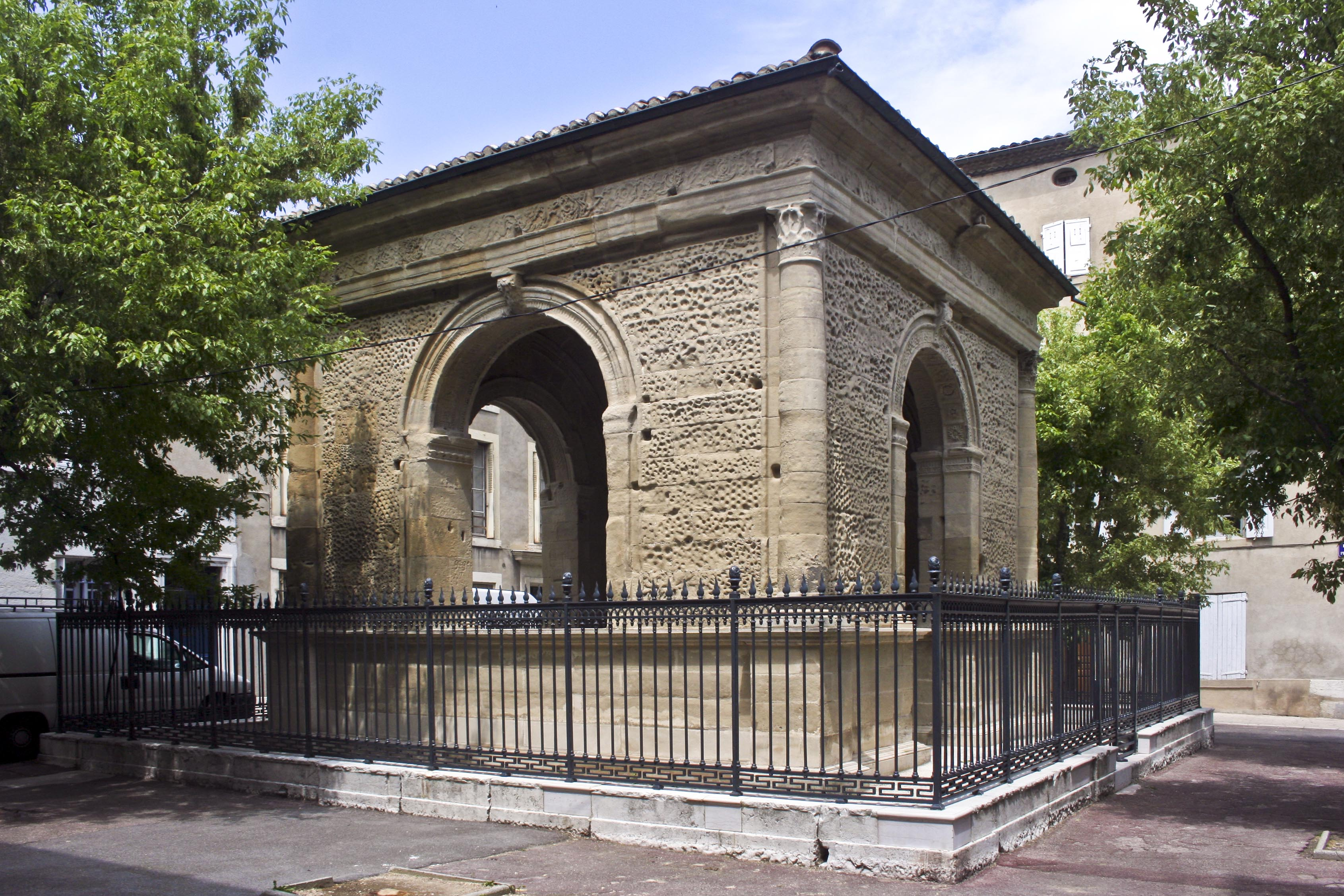
Le Pendentif.
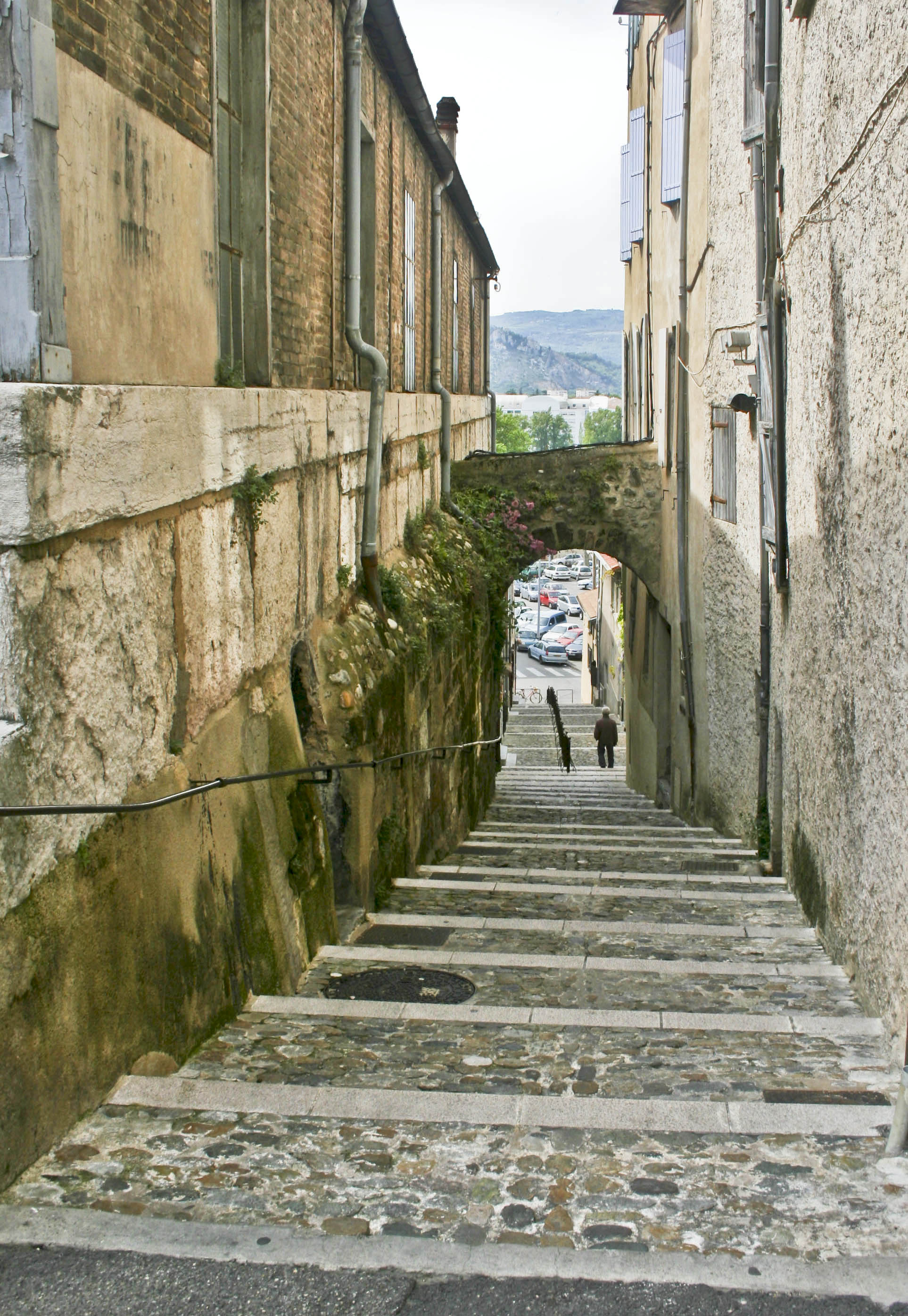
La côte Saint-Martin, au sortir de la place de la Pierre (Basse ville).
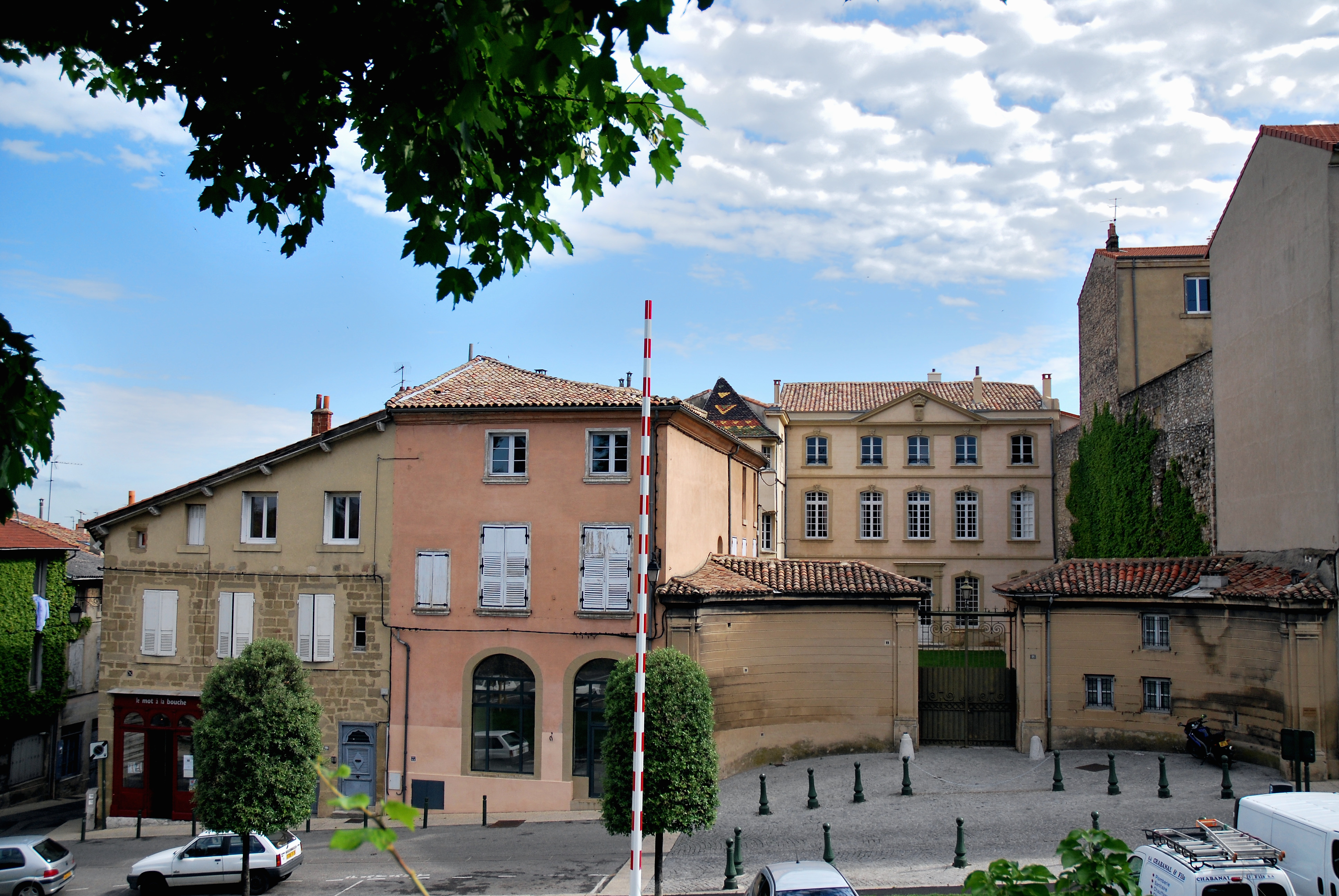
La résidence du marquis de Veynes (côte des Chapeliers).